# Herb Jersey
Herb wyspy Jersey, zależnego terytorium Wielkiej Brytanii, przedstawia czerwoną tarczę herbową z trzema identycznymi żółtymi (lub złotymi) lwami (les trois léopards po francusku) jeden pod drugim, w żółtej (lub złotej) obwódce. W niektórych wersjach herbu nad tarczą herbową znajduje się jeszcze korona, symbolizująca Wielką Brytanię.
Herb po raz pierwszy na pieczęciach pojawił się w 1279 roku za panowania króla Edwarda I. W 1981 herb znalazł się na fladze Jersey.